# Pierres mouvantes
Ne doit pas être confondu avec Pierres vivantes.

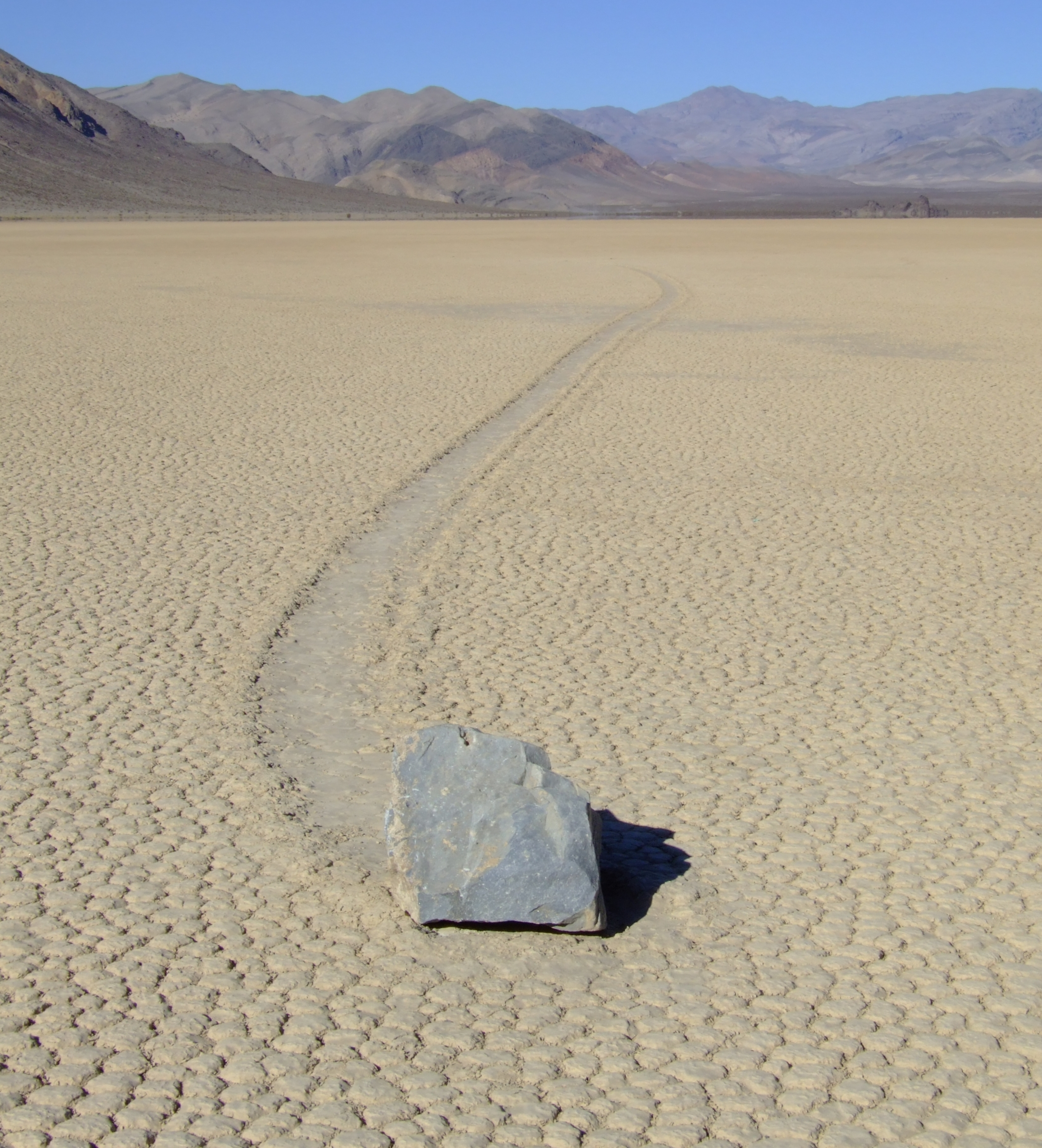
Trace laissée par une pierre mouvante à Racetrack Playa (Californie).

Les pierres mouvantes, qui pourraient également être nommées pierres à voile, pierres glissantes, pierres marchantes, sont un phénomène géologique où des roches se déplacent et inscrivent de longues traces dans le fond d’une vallée lisse ceci sans intervention humaine ou animale. Le mouvement des roches se produit lorsque de larges plaques de glace de quelques millimètres d'épaisseur, flottant l’hiver dans un lac éphémère, commencent à se briser par beau temps. Gelés durant les froides nuits d’hiver, ces minces panneaux de glace flottants sont entraînés par le vent et poussent les rochers à une vitesse pouvant atteindre 5 mètres par minute.
De telles traces de roches glissantes ont été observées et étudiées à divers endroits, notamment à la petite Bonnie Claire Playa dans le Nevada et, plus particulièrement, à Racetrack Playa (plage de l’hippodrome), dans le parc national de la vallée de la Mort, en Californie, où le nombre et la longueur des traces sont remarquables.

## Description du phénomène

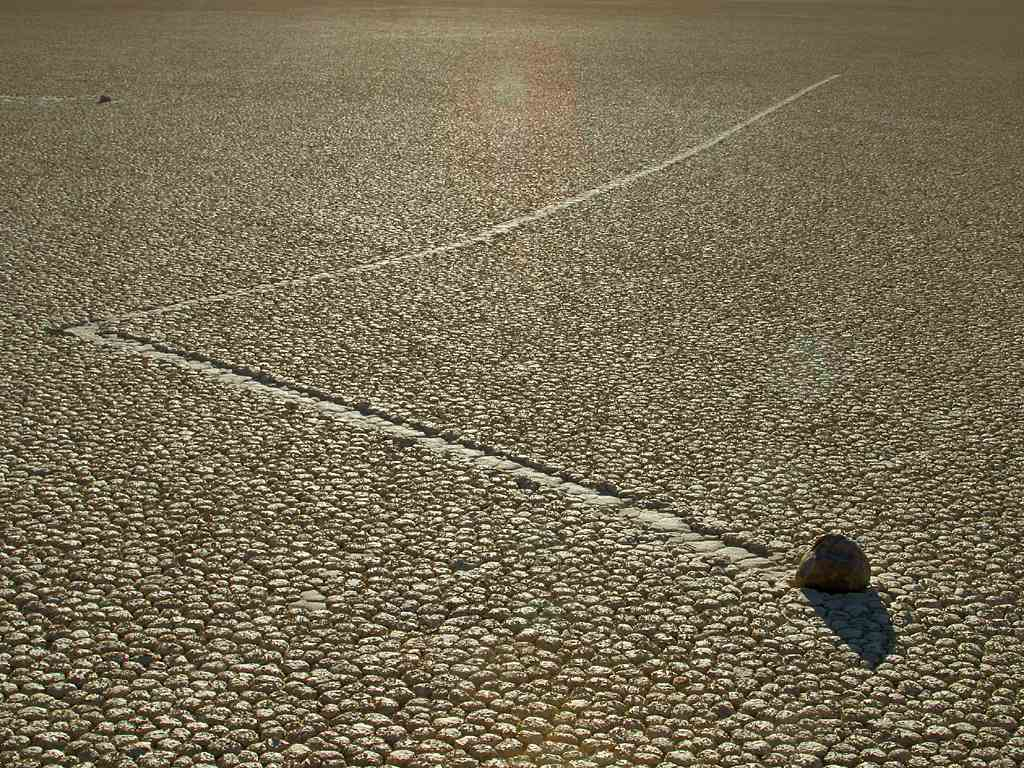
Les traces ne sont pas toujours rectilignes.

La plupart des pierres mouvantes se forment sur un flanc de coteau de 260 m de dolomite sombre à l'extrémité de Racetrack Playa, mais certaines sont des roches magmatiques provenant des pentes environnantes (principalement  en syénite beige riche en feldspath).
Les traces font souvent de quelques mètres à plusieurs dizaines de mètres de long, de 10 à 30 cm de large et moins de 2 cm de profondeur.
Les pierres se déplacent seulement tous les 2 ou 3 ans et la plupart des traces se développent pendant 3 ou 4 ans. Les pierres dont la partie au contact du sol est rugueuse laissent des sillons rectilignes et striés derrière elles alors que les pierres lisses changent de direction. Parfois une pierre se renverse, reposant sur une autre face sur le sol et laissant une trace différente derrière elle.
Les traces diffèrent à la fois en ce qui concerne les directions et les longueurs. Des pierres qui partent près l’une de l’autre peuvent se déplacer parallèlement pendant un moment, avant que l’une d’entre elles change brutalement de direction vers la gauche, vers la droite, ou même retourne dans la direction d’où elle venait. Les longueurs et les vitesses des déplacements varient aussi ;  2 pierres semblables par leurs dimensions et leurs formes peuvent se déplacer identiquement, puis une peut continuer d’avancer ou arrêter en chemin.
On pense qu’un ensemble de conditions spécifiques est nécessaire pour que les pierres bougent :
- une surface saturée en eau mais non inondée ;
- une mince couche d'argile ;
- du vent (arbitrairement faible)
- une couche de glace fine
- un réchauffement qui rompt la glace

## Recherche

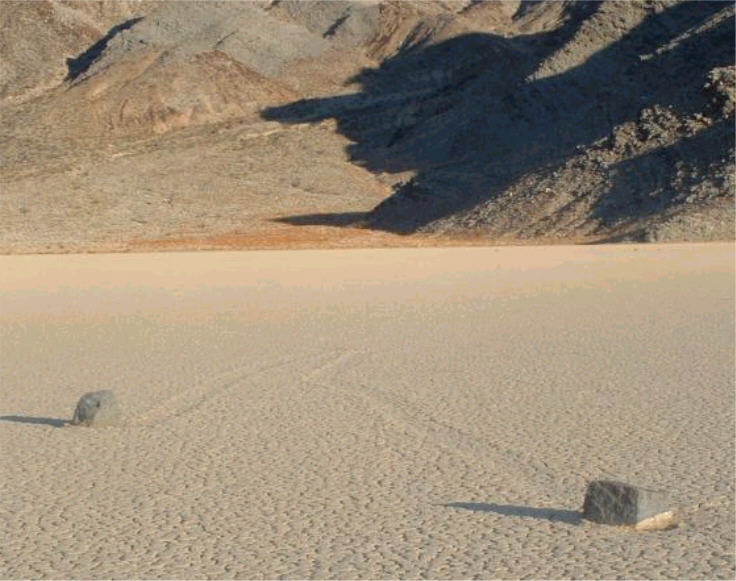
Deux pierres à Racetrack Playa.

Les géologues Jim McAllister et Allen Agnew firent la carte du substrat rocheux de la région en 1948 et firent un relevé des traces. D’autres géologues du service national des parcs des États-Unis écrivirent plus tard des descriptions plus détaillées et le magazine Life publia un ensemble de photos du Racetrack Playa. C’est à cette époque qu’on commença à se demander pourquoi ces pierres bougeaient. Des explications possibles, variées et parfois très personnelles ont été proposées au cours de ces années allant du surnaturel à des idées très compliquées. La plupart des hypothèses ayant la faveur des géologues postulent que de forts vents, quand la boue est humide, en sont, au moins en partie, responsables. Certaines pierres pèsent autant qu’un homme, ce qui fait que quelques chercheurs, comme le géologue George M. Stanley qui publia un article sur ce sujet en 1955, pensent qu’elles sont trop lourdes pour être déplacées par les vents de la région. Ils affirment qu’une couche de glace autour de la pierre aide à prendre le vent ou à glisser comme sur une banquise.
Bob Sharp et Dwight Carey commencèrent un programme de surveillance des mouvements des pierres de Racetrack Playa en mai 1972. Finalement 30 pierres ayant des traces récentes furent étiquetées et des piquets furent utilisés pour repérer leur position. Chaque pierre reçut un nom et les changements de position des pierres furent notés pendant 7 ans. Sharp et Carey testèrent aussi l’hypothèse de la banquise en créant autour de certaines pierres un enclos. On en fit un de 1,7 m de diamètre, autour d’une pierre « déambulante » de 7,6 cm de largeur et pesant 450 grammes avec 7 barres d’acier à béton placées à environ 70 cm de celle-ci. Si une couche de glace autour des pierres  augmentait la prise au vent, ou aidait les mouvements des pierres à glisser sur des banquises, alors les barres d’acier devraient au moins ralentir et dévier le mouvement. On ne vit rien de tel ; la pierre manqua tout juste une barre quand elle se déplaça de 8,5 m vers le nord-ouest hors de l’enclos pendant le 1er hiver. Deux pierres plus lourdes furent placées dans l’enclos en même temps ; une se déplaça 5 ans plus tard dans la même direction que la 1re mais sa compagne ne bougea pas pendant la période de l’étude. Cela prouva que si la glace joue un rôle dans le mouvement des pierres, alors les calottes de glace autour des pierres doivent être petites.

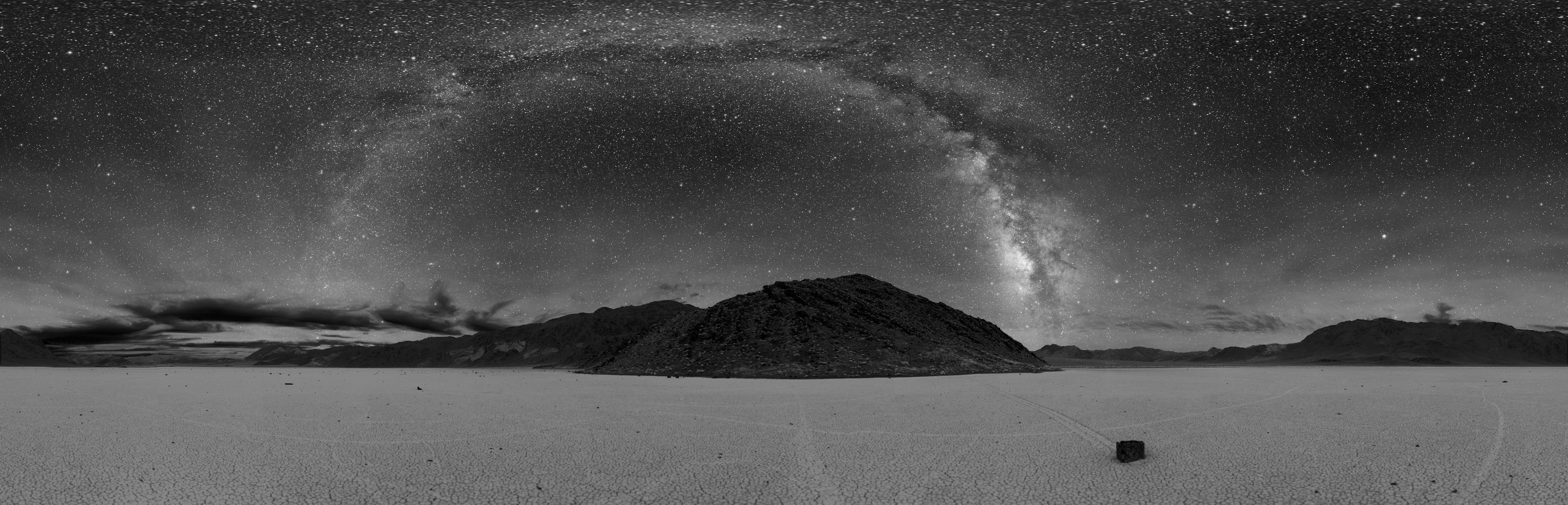
Un panorama de la Voie Lactée avec des traces de pierres mouvantes. Remarquer la pierre à droite.

Des 25 pierres suivies pendant l’étude, 10 se déplacèrent au cours du 1er hiver, dont Mary Ann (la pierre A), qui fit le plus de chemin soit 65 m. On vit plusieurs déplacements de pierres au cours de 2 des 6 hivers d’étude. On n’eut confirmation d’aucun mouvement de pierres en été et, certains hivers, aucune pierre ou quelques pierres seulement se déplacèrent. Au bout de 7 années de suivi, seules 2 des 30 pierres étudiées n’avaient jamais bougé.
Nancy (la pierre H), de 6,4 cm de diamètre, fut la plus petite pierre de l’étude. Elle parcourut aussi la plus longue distance cumulée, 260 m, et le plus long déplacement en un seul hiver, 201 m. La plus grosse pierre à avoir bougé pesait 36 kg.
Karen (la pierre J) était un bloc de dolomite de 74 cm de longueur et de 50 cm environ de largeur et de hauteur, d’un poids estimé à 320 kg. Karen ne bougea pas pendant la période de suivi. Cette pierre a pu tracer son vieux sillon rectiligne de 170 m grâce à l’élan acquis lors sa chute initiale sur la Racetrack Playa humide. Cependant Karen disparut un peu avant mai 1994, probablement pendant l’hiver 1992-1993, qui fut anormalement humide. On considère qu’un déplacement de cette pierre par des moyens humains est improbable du fait de l’absence de traces qu’un camion aurait laissées. Il est possible qu’une observation de Karen fut faite en 1994 à 800 m de la Racetrack Playa. Karen fut redécouverte par Paula Messina une géologue de San Jose en 1996.
Le professeur John Reid dirigea 6 étudiants du Hampshire College (en) et de l'université du Massachusetts à Amherst pour une étude complémentaire en 1995. Ils trouvèrent de grandes similitudes entre les traces des pierres qui avaient bougé à la fin des années 1980 et celles de l’hiver 1992-1993. On prouva de manière quasi absolue qu’au moins quelques pierres s’étaient déplacées sur des plaques de glace qui pouvaient faire jusqu’à 800 m de large. Une preuve physique reposait sur des bandes de sol striées qui ne pouvaient être dues qu’à de minces couches de glace mobiles. Ainsi on pense que le vent et les lames de glace sont les causes des mouvements.
Les physiciens qui étudièrent ce phénomène en 1995 trouvèrent que les vents soufflant à la surface de Racetrack Playa pouvaient s’accumuler et ainsi être intensifiés. Ils trouvèrent aussi que les couches limites (la partie située juste au-dessus du sol où les vents sont plus lents du fait des frottements avec le sol) sur ces surfaces peuvent parfois n’être que de 5 cm. Cela signifie que des pierres de seulement quelques centimètres de haut reçoivent toute la force des vents ambiants et de leurs rafales, qui peuvent atteindre 140 km/h pendant les tempêtes hivernales. On pense que de telles rafales amorcent les mouvements et que l’élan pris avec en plus des vents soutenus permettent aux déplacements de continuer, probablement à la vitesse d’un homme courant lentement. On peut rappeler qu’environ la moitié de la force nécessaire pour déclencher le déplacement d'une pierre est suffisante pour la maintenir en mouvement. Voir à ce sujet les paragraphes Frottement statique et Frottement cinétique.
On privilégie les hypothèses concernant le vent et les plaques de glace à propos de ces pierres qui glissent. Don J. Easterbrook, dans son livre « Surface Processes and Landforms », mentionna à propos du manque de parallélisme entre certaines traces, que cela pouvait venir de cassures de plaques de glace causant des itinéraires différents. Même si la glace se brise en morceaux plus petits, la pierre doit continuer à glisser.
Une étude publiée en 2011 proposa que de petites plaques de glace se forment autour des pierres et que, quand le niveau d’eau s’élève localement, les pierres sont légèrement dégagées de la couche de sol, ce qui réduit les forces de réaction et de frottement avec celui-ci. Du fait que cet effet dépend d’une diminution des frottements et pas d’une augmentation de la prise au vent, il n’est pas nécessaire que ces plaques de glace glissantes soient d’une grande surface, cela si la glace est de l’épaisseur idoine puisque les frottements minimes permettent aux pierres d’être déplacées par des vents arbitrairement lents,. Ce mode de déplacement fut confirmé en 2014, lorsqu'une équipe composée de Richard Norris (biologiste), Jim Norris (ingénieur) et Ralph Lorenz a pu filmer en accéléré (prise de vues image par image dite time lapse) les toutes premières images des pierres en mouvement,,.

## Dans la culture populaire
Les pierres mouvantes sont le thème principal d’une histoire de Picsou, « Au pays des pierres qui bougent », parue en France dans le Super Picsou Géant de juillet 1986.